# بادوليس (سرقسطة)
بلدية بادوليس (بالإسبانية: Badules) هي بلدية تقع في مقاطعة سرقسطة التابعة لمنطقة أراغون شمال شرق إسبانيا.

## الديموغرافيا
بلغ عدد سكان بلدية بادوليس 100 نسمة عام 2011 (وفقاً للمعهد الوطني الإسباني للإحصاء).
| 122 | 116 | 118 | 101 | 107 | 100 | 100 |